# State of Origin 2004
Die State of Origin Series 2004 waren die 25. Ausgabe des Rugby-League-Turniers State of Origin. Es bestand aus drei Spielen, die zwischen dem 26. Mai und dem 7. Juli stattfanden. New South Wales gewann die Series 2-1.

## Spiel 1
| 26. Mai 20:00 | New South Wales Blues                                                                               | 9 : 8         | Queensland Maroons     | Telstra Stadium, Sydney Zuschauer: 68.344 Schiedsrichter: Sean Hampstead |
| 26. Mai 20:00 | Versuche: Timmins Erhöhungen: Fitzgibbon (1/1) Straftritte: Fitzgibbon (1/2) Dropgoals: Timmins (1) | (0:4) Bericht | Versuche: Prince, Tate | Telstra Stadium, Sydney Zuschauer: 68.344 Schiedsrichter: Sean Hampstead |

| 1                  | Ben Hornby       |
| 2                  | Luke Rooney      |
| 3                  | Michael de Vere  |
| 4                  | Matthew Gidley   |
| 5                  | Luke Lewis       |
| 6                  | Shaun Timmins    |
| 7                  | Craig Gower      |
| 8                  | Ryan O’Hara      |
| 9                  | Danny Buderus    |
| 10                 | Mark O’Meley     |
| 11                 | Nathan Hindmarsh |
| 12                 | Andrew Ryan      |
| 13                 | Craig Fitzgibbon |
| Auswechselspieler: |                  |
| 14                 | Willie Mason     |
| 15                 | Brent Kite       |
| 16                 | Trent Waterhouse |
| 17                 | Craig Wing       |

| 1                  | Rhys Wesser       |
| 2                  | Justin Hodges     |
| 3                  | Paul Bowman       |
| 4                  | Brent Tate        |
| 5                  | Billy Slater      |
| 6                  | Chris Flannery    |
| 7                  | Scott Prince      |
| 8                  | Shane Webcke      |
| 9                  | Cameron Smith     |
| 10                 | Steve Price       |
| 11                 | Michael Crocker   |
| 12                 | Dane Carlaw       |
| 13                 | Tonie Carroll     |
| Auswechselspieler: |                   |
| 14                 | Ben Ross          |
| 15                 | Petero Civoniceva |
| 16                 | Travis Norton     |
| 17                 | Matthew Bowen     |

## Spiel 2
| 16. Juni 20:00 | Queensland Maroons                                                       | 22 : 18        | New South Wales Blues                                   | Suncorp Stadium, Brisbane Zuschauer: 52.478 Schiedsrichter: Sean Hampstead |
| 16. Juni 20:00 | Versuche: Slater (2), Carlaw, Tonga Erhöhungen: Smith (2/3) Prince (1/1) | (6:12) Bericht | Versuche: Tahu (2), Rooney Erhöhungen: Fitzgibbon (3/3) | Suncorp Stadium, Brisbane Zuschauer: 52.478 Schiedsrichter: Sean Hampstead |

| 1                  | Rhys Wesser       |
| 2                  | Matt Sing         |
| 3                  | Paul Bowman       |
| 4                  | Willie Tonga      |
| 5                  | Billy Slater      |
| 6                  | Darren Lockyer    |
| 7                  | Scott Prince      |
| 8                  | Shane Webcke      |
| 9                  | Cameron Smith     |
| 10                 | Steve Price       |
| 11                 | Petero Civoniceva |
| 12                 | Dane Carlaw       |
| 13                 | Tonie Carroll     |
| Auswechselspieler: |                   |
| 14                 | Ben Ross          |
| 15                 | Corey Parker      |
| 16                 | Chris Flannery    |
| 17                 | Matthew Bowen     |

| 1                  | Anthony Minichiello |
| 2                  | Timana Tahu         |
| 3                  | Matthew Gidley      |
| 4                  | Luke Lewis          |
| 5                  | Luke Rooney         |
| 6                  | Brad Fittler        |
| 7                  | Brett Finch         |
| 8                  | Jason Stevens       |
| 9                  | Danny Buderus       |
| 10                 | Mark O’Meley        |
| 11                 | Nathan Hindmarsh    |
| 12                 | Andrew Ryan         |
| 13                 | Craig Fitzgibbon    |
| Auswechselspieler: |                     |
| 14                 | Willie Mason        |
| 15                 | Brent Kite          |
| 16                 | Trent Waterhouse    |
| 17                 | Craig Wing          |

## Spiel 3
| 7. Juli 20:00 | New South Wales Blues                                                                                                | 36 : 14        | Queensland Maroons                                                       | Telstra Stadium, Sydney Zuschauer: 82.487 Schiedsrichter: Paul Simpkins |
| 7. Juli 20:00 | Versuche: Gasnier (2), Barrett, Fittler, Minichiello, Rooney Erhöhungen: Fitzgibbon (5/6) Straftritte: Gasnier (1/1) | (18:8) Bericht | Versuche: Bowen, Slater Erhöhungen: Smith (2/2) Straftritte: Smith (1/1) | Telstra Stadium, Sydney Zuschauer: 82.487 Schiedsrichter: Paul Simpkins |

| 1                  | Anthony Minichiello |
| 2                  | Luke Lewis          |
| 3                  | Mark Gasnier        |
| 4                  | Matt Cooper         |
| 5                  | Luke Rooney         |
| 6                  | Brad Fittler        |
| 7                  | Trent Barrett       |
| 8                  | Jason Ryles         |
| 9                  | Danny Buderus       |
| 10                 | Mark O’Meley        |
| 11                 | Nathan Hindmarsh    |
| 12                 | Craig Fitzgibbon    |
| 13                 | Shaun Timmins       |
| Auswechselspieler: |                     |
| 14                 | Willie Mason        |
| 15                 | Brent Kite          |
| 16                 | Ben Kennedy         |
| 17                 | Craig Wing          |

| 1                  | Rhys Wesser       |
| 2                  | Matt Sing         |
| 3                  | Brent Tate        |
| 4                  | Willie Tonga      |
| 5                  | Billy Slater      |
| 6                  | Darren Lockyer    |
| 7                  | Scott Prince      |
| 8                  | Shane Webcke      |
| 9                  | Cameron Smith     |
| 10                 | Steve Price       |
| 11                 | Michael Crocker   |
| 12                 | Petero Civoniceva |
| 13                 | Dane Carlaw       |
| Auswechselspieler: |                   |
| 14                 | Chris Flannery    |
| 15                 | Ben Ross          |
| 16                 | Corey Parker      |
| 17                 | Matthew Bowen     |

## Man of the Match
| Spiel | Man of the Match |
| ----- | ---------------- |
| 1     | Shaun Timmins    |
| 2     | Billy Slater     |
| 3     | Craig Fitzgibbon |